# 沙维 (阿罗卡)
沙维是葡萄牙阿威罗区的一个堂区。总面积10.76平方公里，总人口1414人，人口密度131.4人/平方公里。